# Serie A 1955-1956 (pallacanestro femminile)

L'Omsa Faenza, quarta classificata.

Il campionato di Serie A di pallacanestro femminile 1955-1956 è stato il venticinquesimo organizzato in Italia.
La formula della Serie A rimane invariata: otto squadre si incontrano in un girone all'italiana con partite d'andata e ritorno. La prima classificata vince il titolo italiano, l'ultima retrocede in Serie B. Inizio del campionato il 15 gennaio 1956.
Torna alla vittoria la Ginnastica Triestina, al terzo scudetto dopo i successi nei primi due campionati in assoluto. Al secondo posto si classificano le campionesse uscenti della Bernocchi Legnano a pari merito con l'Autonomi Torino.

## Classifica
|  |    | Classifica finale 1955-1956 | Pt | G  | V  | N | P  | PtF | PtS |
|  | -- | --------------------------- | -- | -- | -- | - | -- | --- | --- |
|  | 1. | Ginnastica Triestina        | 23 | 14 | 11 | 1 | 2  | 857 | 653 |
|  | 2. | Bernocchi Legnano           | 21 | 14 | 9  | 3 | 2  | 770 | 580 |
|  | 3. | Autonomi Torino             | 21 | 14 | 10 | 1 | 3  | 752 | 690 |
|  | 4. | Omsa Faenza                 | 16 | 14 | 8  | 0 | 6  | 788 | 700 |
|  | 5. | Fiat Torino                 | 13 | 14 | 6  | 1 | 7  | 659 | 678 |
|  | 6. | Ozo Milano                  | 12 | 14 | 6  | 0 | 8  | 645 | 743 |
|  | 7. | A.P. Udinese                | 4  | 14 | 2  | 0 | 12 | 594 | 805 |
|  | 8. | Cestistica Bologna          | 2  | 14 | 1  | 0 | 13 | 547 | 763 |

### Verdetti
- Ginnastica Triestina campione d'Italia 1955-1956: Maria Benevol, Marisa Magris, Maraspin, Martinoli, Liana Nunzi, Nicoletta Persi, Relli, Mirella Tarabocchia, Laura Vascotto, Zidane.
- Cestistica Bologna retrocede.
- Ozo Milano e Bernocchi Legnano rinunciano all'iscrizione.